# Горан Гајић
Горан Гајић (Загреб, 1962) српски је режисер. Највећи успех остварио је серијом Вратиће се роде. Био је супруг хрватске глумице Мире Фурлан.
Један је од три режисера култног југословенског омнибус филма из 1989. године  „Како је пропао рокенрол“, као и римејка популарне ТВ серије „Позориште у кући“ из 2007. године.

## Филмографија
1. Роде у магли (2009) (ТВ)
2. Вратиће се роде ТВ серија (2007-2008)
3. Позориште у кући ТВ серија (2007)
4. (2003)
5. ТВ серија (2001-2002)
6. "Оз" ТВ серија (2000-2001)
7. "Девети ниво" ТВ серија(2001)
8. "Звер" ТВ серија
9. "" ТВ серија (1998)
10. Видео јела, зелен бор (1991) (TV)
11. Овдје нема несретних туриста (1990)
12. Како је пропао рокенрол (1989)
13. Laibach: Победа под сунцем (1988)
14. Седми дан (1987)
15. Шумановић — комедија уметника (1987)